# Verbos germánicos
La familia de las lenguas germánicas es uno de los grupos que resultó de la fragmentación de la lengua protoindoeuropea (pIE). Esta, a su vez, se dividió en los grupos nórdico, occidental y oriental, y al final produjo un gran grupo de lenguas medievales y modernas. Entre las más importantes están el danés, el noruego y el sueco (nórdico); el inglés, el neerlandés y el alemán (occidental), y el gótico (oriental, extinto). 
El sistema de verbos germánicos es propenso a dos formas de análisis comparativo: el descriptivo (sincrónico) y el histórico (diacrónico). Este artículo es una reseña que conecta a otros artículos más especializados que discuten los aspectos históricos de estos verbos, muestran el desarrollo de estos verbos del pIE y cómo llegaron a tener su diversidad actual. 

## Clases de verbos
El sistema de verbos germánicos conserva dos innovaciones del sistema de verbos en pIE:
1. La simplificación de dos tiempos: el presente (que también puede expresar un sentido futuro) y el pasado (a veces se llama el pretérito y que expresa el significado de las formas siguientes del inglés: I did, I have done, I had done, I was doing, I have been doing, I had been doing. O, en español: hice, he hecho, había hecho, estaba haciendo, he estado haciendo, había estado haciendo).
2. El desarrollo de una nueva forma de indicar las formas del pretérito y del participio pasado, usando un sufijo dental.

Las lenguas germánicas tardías desarrollaron más tiempos debido a la perífrasis, es decir, usando verbos auxiliares. A pesar de eso, las partes constituyentes de las construcciones más perifrásticas solo sobreviven en los tiempos presentes o pretéritos (o formas finitas; compárese la frase I would have been doing, “hubiera estado haciendo” que es un ejemplo del progresivo condicional perfecto con would en el pretérito; los otros verbos son no finitos).
Se agrupan los verbos germánicos en dos amplias clases: fuerte y débil. Hay elementos de los dos en verbos pretérito-presentes. Pese a irregularidades varias, la mayoría de verbos pertenece a una de estas tres categorías. Los verbos suplementarios son completamente regulares, compuestos de las partes de más que un verbo protoindoeuropeo. Hay un verbo, (*dōną 'hacer'), que pertenece a su propia categoría, con base en una forma indoeuropea “no temática” y con un pretérito “débil” pero un participio pasivo “fuerte”.

### Verbos fuertes
Artículo principal: Verbos fuertes en lenguas germánicas
Los verbos fuertes (o vocálicos) muestran una gradación de la vocal o ablaut. Es decir, se marca el tiempo pasado con un cambio de la vocal en la sílaba de la raíz. Algunos ejemplos:
Inglés moderno:
- Fall – fell – fallen (caer, cayó, caído)
- Sing – sang – sung (cantar, cantó, cantado)

Inglés antiguo:
- fallan – feoll – feollon – (ge)fallen (caer)
- hātan – hēt – hēton – (ge)hāten (llamarse)

Alto alemán antiguo:
- fallan – fiall – fiallun – (gi)fallan (caer)
- heizan – hiaz – hiazun – (gi)heizan (llamarse)

En las lenguas más antiguas, estos verbos pueden experimentar la reduplicación en que las formas pretéritas añaden un prefijo con la misma consonante que la primera consonante de la sílaba de la raíz. Un ejemplo del gótico es: lētan – laílōt – laílōtum – lētans (tener).
En el protogermánico, las alternancias de consonante se llama Grammatischer Wechsel y se desarrollaron como resultado de la Ley de Verner. Este proceso incluye un cambio regular en la consonante de la sílaba de la raíz. Un ejemplo del neerlandés es: verliezen – verloor – verloren (perder)
Estos son los descendientes directos del verbo en pIE y tienen paralelos en otros idiomas protoindoeuropeos. Algunos ejemplos:
- eipo – leloipa – elipon (en griego: perder)
- fallō – fallere – fefellī – falsum (en latín: engañar)

Todos los verbos indoeuropeos que pasaron al germánico como verbos en funcionamiento eran fuertes, aparte del grupo pequeño de verbos que se discute en la siguiente sección. El pretérito de los verbos fuertes es el reflejo del tiempo perfecto indoeuropeo porque el tiempo perfecto en el pIE tardío aún no era únicamente un verbo de estado, pero se empezó a usar en particular para acciones de estado, cuyas fuentes fueron una acción terminada en el pasado (por ejemplo, en griego). Se enfatizó este aspecto anterior en otras lenguas “hijas” del indoeuropeo (por ejemplo, en latín). Por eso, en germánico, la forma perfecta llegó a ser usada como el pasado simple. La justificación semántica para este cambio es que las acciones de verbos de estado tienen en general un comienzo anterior implícito. Se encuentra un ejemplo en el verbo del estado típico y extendido del pIE, *woida 'yo sé.' Alguien que sabe algo tuvo que llegar a saberlo en algún punto en el pasado, semejante a ver a alguien sentado lleva a la inferencia natural que antes la persona tuvo que sentarse. El perfecto en griego antiguo/Koiné es esencialmente un paso temprano en el desarrollo del aspecto de estado a un tiempo pasado. Es un híbrido que enfatiza los efectos en curso (presente/de estado) de una acción pasada (por ejemplo, leloipa "he salido"). Al parecer, este último aspecto fue responsable de la apariencia del perfecto indoeuropeo como un pretérito en el germánico, el itálico y el celta.
El tiempo perfecto indoeuropeo tomó el grado O en el singular y el grado cero en las formas duales y plurales. El pretérito germánico fuerte muestra el desarrollo germánico esperado de la o corta a la a corta en el singular y en el grado cero en el plural. Constituyen las segundas y terceras partes principales del verbo fuerte. El tiempo perfecto indoeuropeo llevaba originalmente su propia colección de terminaciones personales. Se ven sus remanentes en el pretérito germánico fuerte. La característica de reduplicación del tiempo perfecto indoeuropeo sigue presente en una cantidad de verbos (se ve con más nitidez en el gótico). Por esta distinción se agrupan estos verbos en la clase VII de verbos germánicos fuertes. 

### Verbos débiles
Artículo principal: Verbos débiles en lenguas germánicas
Los verbos débiles (o de consonante) son los que usan un sufijo dental en el tiempo pasado o el pretérito, cualquiera de los dos -t- o -d-. En el protogermánico, estos verbos no tenían un “ablaut”, es decir, todas las formas de todos los tiempos se formaban de la misma raíz, sin alternancias en la raíz. Esto significó que los verbos débiles fueran más fáciles de formar y, como resultado, los verbos fuertes cesaron paulatinamente de ser productivos. Ya en las lenguas germánicas atestiguadas más tempranas, los verbos fuertes se habían convertido en clases cerradas, y casi todos los verbos nuevos se formaban usando una o más de las conjugaciones débiles. Este patrón se repitió más tarde. Más cambios de sonido significaron que las alternancias de la raíz aparecieron en algunas clases débiles y unos idiomas hijos. Estas clases se convirtieron en general improductivas. Pasó, por ejemplo, en todos las lenguas germánicas occidentales, aparte del alto alemán antiguo, donde el umlaut produjo alternancias de raíz en los verbos débiles de Clase III. Como resultado, esta clase se convirtió improductiva y la mayoría de sus verbos se transfirieron a otras clases. Más tarde, en inglés medio, las alternancias de raíz entre vocales largas y cortas aparecieron en verbos débiles de Clase I (ejemplos: meet y met [conocer, conoció]; hear y heard [oír, oyó]). Esta clase, a su vez, se volvió improductiva, dejando la Clase II original como la única clase productiva en inglés moderno.
En protogermánico, había cinco clases de verbos débiles:
- Los verbos de Clase I se formaron con un sufijo -j- (-i- en el pretérito). Por ejemplo, en gótico había satjan "poner" (en inglés antiguo settan), sandjan "enviar" (en inglés antiguo sendan), y sōkjan "buscar" (en inglés antiguo sēcan). Como se muestra en los cognados del inglés antiguo, la -j- produce un “umlaut” en la vocal de raíz en idiomas aparte del gótico, y después desapareció en la mayoría de verbos en lenguas germánicas antiguas, además del gótico y el sajón antiguo. También resultó en la geminación germánica occidental en algunos verbos y la palatalización de consonantes velares en inglés antiguo.

- Los verbos de Clase II se formaron con un sufijo -ō- (extendido a -ōja- en las lenguas ingaveónicas). Por ejemplo, en gótico salbōn "ungir", en inglés antiguo sealfian ← *salbōjan, compárese "apaciguar".

- Los verbos de estado de Clase III se formaron con un sufijo -ja- o -ai- (luego -ē-) en el tiempo presente y sin sufijo en el pretérito. Por ejemplo, la palabra del inglés antiguo hebban "tener" ← *habjan, pretérito iċ hæfde "tuve". Las lenguas germánicas occidentales, aparte del alto alemán antiguo, preservaron mejor esta conjugación, pero en estas lenguas la conjugación se había vuelto vestigial y solo tenía cuatro formas. En otros idiomas, se unió con los verbos factitivos de Clase III (véase abajo) y se modificó de manera significativa. Por ejemplo, en gótico haban, pretérito ik habáida y en alto alemán antiguo habēn, pretérito ih habēta.

- Los verbos factitivos de Clase III se formaron con un sufijo -ā- o -ai- en el tiempo presente y -a- en el pretérito. Esta clase se unió con los verbos de estado de Clase III en gótico, alto alemán antiguo y (por la mayor parte) en nórdico antiguo, y desapareció en las otras lenguas germánicas.

- Los verbos de Clase IV se formaron con un sufijo -n- (-nō- en el pretérito); por ejemplo, la palabra gótica fullnan "llenarse", pretérito ik fullnōda. Esta clase desapareció en otras lenguas germánicas. No obstante, una cantidad significativa de verbos cognados permaneció como verbos de Clase II en nórdico antiguo y como verbos de Clase III en alto alemán antiguo.

### Verbos pretérito-presente
Los llamados verbos pretérito-presentes son un grupo pequeño de verbos anómalos en las lenguas germánicas, donde el tiempo presente tiene la forma de un pretérito fuerte. El pretérito de verbos pretérito-presentes es débil. Por ejemplo, considérense las formas de tercera persona del alemán moderno, können "poder". Kann "puede" (presente) muestra el cambio vocal y falta una terminación personal que indicaría normalmente un pretérito fuerte. Konnte "pudo, podía" (pretérito) muestra el sufijo dental de los pretéritos débiles.

#### Verbos pretérito-presentes en la lengua protogermánica
Esta tabla incluye los verbos conocidos de la lengua protogermánica.
| Infinitivo  | Significado                         | Descendientes del presente verbal                                                                          | Clase | Presente singular | Presente plural | Pretérito |
| ----------- | ----------------------------------- | --- | ----- | ----------------- | --------------- | --------- |
| *witaną     | "saber"                             | neerlandés weten, alemán wissen, sueco veta, noruego bokmål vite, noruego nynorsk vete, inglés wit         | I     | wait              | witun           | wissē     |
| *lizaną     | "saber"                             | | I     | lais              | lizun           | listē     |
| *aiganą     | "tener", "poseer"                   | neerlandés eigenen, alemán eignen, sueco äga, noruego bokmål eie, noruego nynorsk eige, inglés owe y ought | I     | aih               | aigun           | aihtē     |
| *duganą     | "ser útil"                          | neerlandés deugen/gedogen, alemán taugen, sueco duga, noruego bokmål/nynorsk duge, inglés dow              | II    | daug              | dugun           | duhtē     |
| *unnaną     | "conceder"                          | neerlandés gunnen, alemán gönnen, sueco unna, noruego bokmål/nynorsk unne                                  | III   | ann               | unnun           | unþē      |
| *kunnaną    | "saber (saber como)", luego "poder" | neerlandés kunnen, alemán können, sueco kunna, inglés can                                                  | III   | kann              | kunnun          | kunþē     |
| *þurbaną    | "necesitar"                         | neerlandés (anticuado) durven, alemán dürfen, sueco (arcaico) torva/tarva, inglés (dialéctico) tharf       | III   | þarf              | þurbun          | þurftē    |
| *durzaną    | "atreverse"                         | inglés dare                                                                                                | III   | dars              | durzun          | durstē    |
| *skulaną    | "haber que", luego "deber"          | neerlandés zullen, alemán sollen, sueco skola, inglés shall                                                | IV    | skal              | skulun          | skuldē    |
| *(ga)munaną | "pensar"                            | islandés muna, inglés dialéctico del norte mun                                                             | IV    | (ga)man           | (ga)munun       | (ga)mundē |
| *ganuganą   | "ser suficiente"                    | alemán genügen                                                                                             | V     | ganah             | ganugun         | ganuhtē   |
| *maganą     | "poder", luego "puede que"          | neerlandés mogen, alemán mögen, sueco må, inglés may                                                       | VI    | mag               | magun           | mahtē     |
| *aganą      | "temer"                             | | VI    | ag                | ōgun            | ahtē      |
| *(ga)mōtaną | "puede que", luego "haber que"      | Dutch moeten, alemán müssen, sueco måsta, inglés mote y must                                               | VI    | (ga)mōt           | (ga)mōtun       | (ga)mōsē  |

#### Ablaut
El tiempo presente tiene la forma de un pretérito vocálico (fuerte) con alternancia de vocales entre el singular y el plural. Un pretérito débil nuevo se forma con el sufijo dental. La forma de raíz del pretérito (en el grado cero) sirve como la base del infinitivo y participio pasado, y por eso hay el infinitivo inglés antiguo witan y el participio pasado (ge)witen. Esto contrasta con todos los otros tipos de verbos germánicos en los que la base para estas formas es la raíz presente.
| | Protogermánico | Gótico  | Sajón antiguo | Inglés antiguo | Alto alemán antiguo | Alemán  | Neerlandés | Inglés    | Nórdico antiguo | Islandés | Danés   | Sueco    | Noruego bokmål/nynorsk |
| --- | -------------- | ------- | ------------- | -------------- | ------------------- | ------- | ---------- | --------- | --------------- | -------- | ------- | -------- | ---------------------- |
| infinitivo | *witaną        | witan   | witan         | witan          | wizzan              | wissen  | weten      | [to] wit  | vita            | vita     | vide    | veta     | vite                   |
| 1.ª y 3.ª persona presente del singular | *wait          | *wait   | wēt           | wāt            | weiz                | weiß    | weet       | wot       | veit            | veit     | ved     | vet      | ve(i)t                 |
| 3.ª persona presente del plural | *witun         | *witun  | *witun        | witon          | wizzun              | wissen  | weten      | wit       | vitu            | vita     | ved     | (veta)*  | ve(i)t                 |
| 1.ª y 3.ª persona pretérito del singular | *wissǭ         | wissa   | wissa         | wisse          | wissa               | wusste  | wist       | wist      | vissa/vissi     | vissi    | vidste  | visste   | visste                 |
| Participio presente | *witandz       | witands | witandi       | witende        | wizzanti            | wissend | wetend     | witting** | vitandi         | vitandi  | vidende | vetande  | vitende/vitande        |
| Participio pasado | *wissaz        |         | (gi)witan     | (ge)witen      | giwizzan            | gewusst | geweten    | wist**    | vitat***        | vitað*** | vidst   | vetat*** | visst                  |
| *Las formas plurales se han perdido en sueco central moderno, pero algunos dialectos los retienen. **El gerundio y el participio presente en inglés se han unido y muy a menudo el participio pasado se ha unido con el pretérito. ***En realidad, no es el participio pasado, sino la forma supina. |                |         |               |                |                     |         |            |           |                 |          |         |          |                        |

#### Terminaciones personales
Por lo general, las terminaciones personales del pretérito fuerte se usan para el tiempo presente. De hecho, en el germánico occidental, las terminaciones del tiempo presente de verbos pretérito-presente representan las terminaciones protoindoeuropeas originales del tiempo perfecto de mejor manera que el pretérito fuerte de los verbos de esa subclase. La forma esperada en la segunda persona del pretérito de singular del protogermánico terminada en -t- se retuvo en vez de ser reemplazada por las terminaciones -e o -i las cuales se adoptaron en otras partes para los pretéritos fuertes del germánico occidental.
Las terminaciones del pretérito (con la excepción de *kunnana) son las mismas que las terminaciones de verbos débiles de Clase I.

#### Desarrollos subsecuentes
En el inglés moderno, se pueden identificar los verbos pretérito-presentes por la ausencia de un sufijo de -s en la forma de tercera persona presente del singular. Compare, por ejemplo, he can (él puede) con he sings (él canta) (pretérito: he sang). El paradigma presente de can es de este modo paralelo con el tiempo pasado de un verbo fuerte (refiérase a Verbos modales en inglés). En alemán moderno, hay también un cambio de ablaut entre el singular ich kann (yo puedo) y el plural wir können (nosotros podemos). En las etapas más viejas de las lenguas germánicas (inglés antiguo, alto alemán antiguo), el tiempo pasado de verbos fuertes también mostraban grados diferentes de ablaut en el singular y el plural.
Muchos de los verbos pretérito-presentes funcionan como verbos modales (auxiliares los cuales se siguen con un bare infinitive, un infinitivo sin "to" en inglés, y que expresan modalidad) y en efecto la mayoría de verbos modales tradicionales son pretérito-presentes. Algunos ejemplos en inglés son must y shall/should, y en alemán son dürfen, sollen, mögen, y müssen. La historia temprana de will (wollen en alemán) es más complicada porque se remonta a un modo optativo del indoeuropeo, pero el resultado en lenguas modernas es asimismo un paradigma pretérito-presente. 

### Verbos suplementarios
Artículo principal: Verbo copulativo indoeuropeo
Una cantidad pequeña de verbos germánicos muestra el fenómeno del supletismo. Es decir, consisten en más de una raíz. En inglés, hay dos de estos verbos: to be (ser) y to go (ir).
El verbo copulativo (el verbo to be en inglés y sus homólogos en otros idiomas) proviene de tres o cuatro raíces del indoeuropeo (*h₁es-, *bʰuH-, *h₂wes-, y posiblemente *h₁er-.
Los paradigmas de verbos que consisten en varias partes de verbos más tempranos es un fenómeno que se puede observar a lo mejor en un ejemplo de la historia documentada de las lenguas. El verbo inglés to go fue siempre suplementario, con un pretérito ēode en inglés antiguo (se cree que representa la situación original en protogermánico *gāną "ir" ~ *ijjǭ "fui", *ijjēdum "fuimos"). En el siglo XV, sin embargo, se reemplazó por una forma pasada irregular, went. De hecho, went es el pretérito original del verbo to wend (encaminarse) (compare wend~went con send~sent). Hoy en día, wend tiene la forma pasada regular wended. En la mayoría de otras lenguas germánicas, el verbo go toma su pretérito del verbo protogermánico *ganganą "caminar" (por ejemplo, el alemán gehen, ging; el nerlandées gaan, ging; el sueco gå, gick).

### Indoeuropeo optativo
Un caso especial es *wiljaną (querer, ir a), las formas del tiempo presente que vienen del indoeuropeo optativo.
Hoy el optativo sobrevive en el modo subjuntivo de las lenguas germánicas. En feroés, el optativo se confina al tiempo presente y solo se usa como un conjuntivo.

## Verbos regulares e irregulares
Cuando se enseña lenguas modernas, es normalmente lo más útil mantener una definición angosta de los "verbos regulares" y tratar a todos los otros grupos de verbos como irregulares. Refiérase al artículo Verbo irregular. Entonces por ejemplo, la mayoría de libros de texto para aprender el inglés o el alemán trata todos los verbos fuertes como irregulares, y considera sólo los verbos más claramente débiles como verbos regulares. En la lingüística histórica, sin embargo, se examinan los patrones regulares en una manera diacrónica, y hay una tendencia de describir verbos como "irregulares" cuando no se encuentran estos patrones. La mayoría de los verbos "irregulares" supuestamente pertenece a las categorías históricas las cuales son regulares según sus propias reglas. No obstante, los verbos suplementarios son irregulares según alguna norma, y generalmente se pueden considerar los verbos pretérito-presentes irregulares también. Además de eso, hay irregularidades aisladas en todas las lenguas germánicas en los dos sistemas de verbos fuertes y de débiles.

### General
- Verbo
- Verbo irregular
- Verbo regular
- Infinitivo
- Pasado (gramática)
- Presente (gramática)
- Futuro (gramática)

- Supletismo

### Artículos especializados
- Verbos débiles en lenguas germánicas
- Verbo copulativo indoeuropeo

### Otros aspectos de verbos germánicos
- Ablaut indoeuropeo
- Leyes de Grimm y Verner